# Lipoprotein
Lipoproteín je  katerikoli od kompleksov lipidov z apolipoproteini, ki se med seboj razlikujejo po lipidni in beljakovinski sestavi in predstavljajo transportno obliko lipidov v krvi. Nekateri pri zvišani koncentraciji predstavljajo dejavnik tveganja za aterosklerozo. S centrifugiranjem se lahko ločijo zaradi različne gostote (hilomikroni, VLDL, LDL, IDL, HDL), z elektroforezo pa zaradi različnega naboja (lipoproteini alfa, prebeta in beta).
Zunanjo površino predstavlja ena plast fosfolipidov, v kateri se nahajajo tudi molekule holesterola, pri čemer so hidrofilni (vodoljubni) predeli fosfolipidnih molekul obrnjeni navzven proti hidrofilnemu okolju. Lipofilni deli molekul so obrnjen navznoter, proti lipidni notranjosti. Apolipoproteini, beljakovinske sestavine lipoproteinov, so pogreznjeni v lipidno membrano ter stabilizirajo kompleks, hkrati pa dajejo prepoznavnost določeni vrsti lipoproteina. Lipoproteini zaradi svoje sestave omogočajo maščobnim komponentam, da se v njih emulgirajo.

## Razvrstitev
Glede na gostoto ločimo štiri skupine lipoproteinov (oziroma pet skupin, upoštevajoč tudi lipoproteine srednje gostote):
- hilomikrone – prenašajo s hrano vnesene trigliceride,
- lipoproteine zelo majhne gostote (VLDL, angl. very low density lipoproteins) – nastajajo v jetrih in prenašajo endogene trigliceride, ki nastajajo v jetrih, do mišic in maščevja,
- lipoproteine majhne gostote (LDL, angl. low density lipoproteins) –  nastajajo v krvi iz lipoproteinov zelo majhne gostote (VLDL) (preko lipoproteinov srednje gostote (IDL)), prenašajo večino holesterola, iz krvi se odstranjujejo v jetra in ekstrahepatična tkiva z receptorsko posredovano endocitozo, njihova zvišana koncentracija v krvi predstavlja dejavnik tveganja za nastanek ateroskleroze, in
- lipoproteine velike gostote (HDL, angl. high density lipoproteins) – vsebujejo največji delež apolipoproteinov, v perifernih tkivih privzamejo holesterol in ga neposredno ali posredno preko drugih lipoproteinov prenesejo v jetra, kjer se holesterol pretvori v žolčne kisline; njegova visoka koncentracija v krvi zmanjšuje tveganje za nastanek ateroskleroze.[3]